# NGC 2220
NGC 2220 (другое обозначение — ESO 255-**4) — группа звёзд в созвездии Корма.
Кластер находится на расстоянии 1170±50 парсек и имеет возраст 3±0.1 Gyr.
Гарольд Корвин (Corwin, Harold G., Jr.) наблюдал в указанном направлении два скопления, одно из 7-8 звезд вокруг звезды SAO 217873, другое из 4-5 звезд рядом. С его точки зреня не доказано, что звезды образуют единый кластер, для этого требуются наблюдения за совместным движением этих звезд.
Этот объект входит в число перечисленных в оригинальной редакции «Нового общего каталога».